# 層雲峡氷瀑まつり

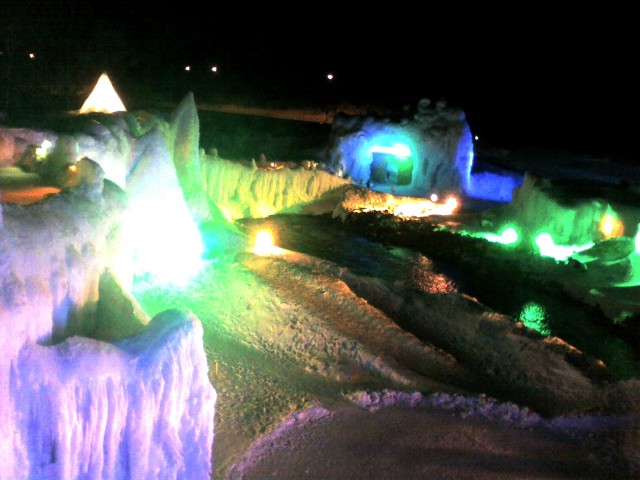
層雲峡氷瀑まつり、夜のライトアップ

層雲峡温泉氷瀑まつり（そううんきょうおんせんひょうばくまつり）は、北海道上川総合振興局管内、上川郡上川町にある層雲峡で冬季に行われるイベントの名称。氷で建設された建造物やオブジェ、ステージなどが一挙に集まり、夜には七色の光でライトアップされる。開催されるのは北海道上川町層雲峡、石狩川河川敷。

## 概要
氷瀑まつりは1976年(昭和51年)に始まり、2005年(平成17年)に30周年を迎えた。これはシャクシャインの像を作成したことでも知られる北海道恵庭市出身の彫刻家、竹中敏洋の指導のもとに発案され、第1回が開催された。氷瀑まつり実行委員会が主催となり、石狩川の畔で開催される。毎年通例1月の下旬から開催され、3月中に終了する。会場は1万平方メートルの広さを誇り、近隣に層雲峡の温泉街が広がる。

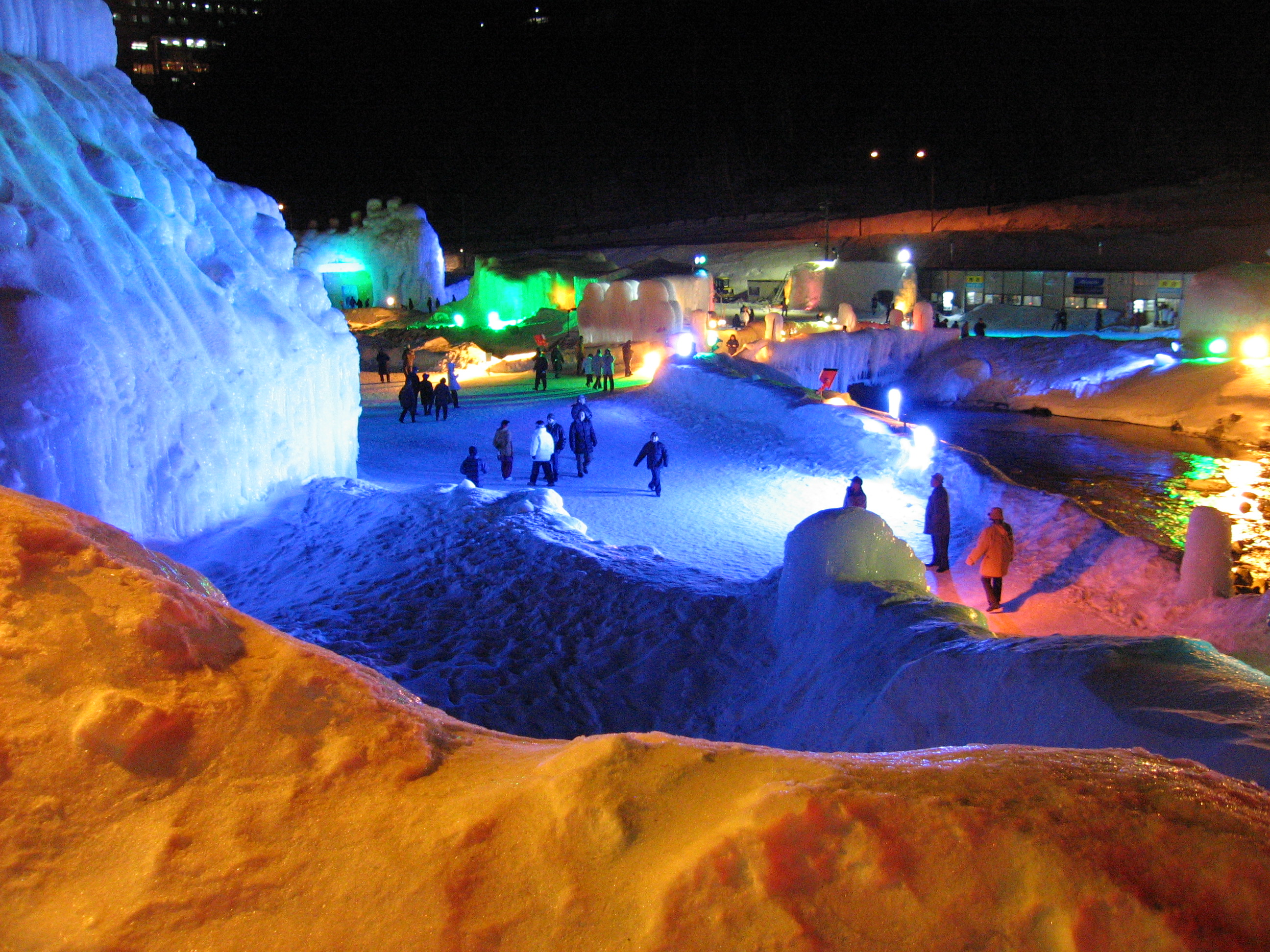
氷瀑まつり会場

冬季層雲峡の寒冷な気候を利用して敷地内には氷でできた建造物が立ち並び、かまくらや自然などをテーマにデザインされたオブジェ、トンネルや氷の彫刻が設置されている。その中でも氷の展望台は高さが13メートルあり、まつりの会場全体を360度見渡すことが可能である。さらに、氷で造られた「氷爆神社」も設置されており、氷のオブジェに硬貨が付着するようになっている賽銭所も設けられている。
会場で行われるイベントに、オープニングセレモニー、氷瀑太鼓、お楽しみ抽選会、餅まきなど多種多様なものが催される。
この花火は企業からの協賛で行われ、2007年に行われた第32回氷瀑まつりでは日本航空株式会社や日本旅行株式会社などが花火の提供を行っている。2025年には第50回の氷瀑まつりが行われた。
会場はお土産を購入できる販売所があり、午後からは日が沈み次第氷の建築物が様々な色の照明でライトアップされる。そのほか、各旅行会社から氷瀑まつりのパックツアーも組まれており、北海道外やアジアをはじめとする海外からも観光客が毎年訪れている。